# とことん○○
『とことん○○』（とことんまるまる）は、NHK-FM放送で2011年3月28日から2015年3月27日まで深夜に放送されていたラジオ番組である。

## 概要
毎週特定のテーマに沿った楽曲をリスナーのリクエストやパーソナリティの選曲によって集中的に放送する。
テーマは4週間または2週間単位で替わり、同一テーマで20回または10回の放送が行われる。「○○」の部分には、テーマが挿入される。
このスタイルは2010年11月に2週間（10日間）放送された『とことんアニソン大辞典』を定例化したもので、2011年3月28日深夜（3月29日未明）から本放送が開始された。
祝日等に放送される特別番組『今日は一日○○三昧』とはテーマが共有されることがあり、本番組で取り上げられたテーマが特別編として「○○三昧」で取り上げられることもある。

## 放送時間
本放送
- NHK-FM：毎週火曜日 - 土曜日 0:00 - 0:50（月曜日 - 金曜日 24:00 - 24:50）

再放送
- NHK-FM（一部地域を除く）：毎週月曜日 - 金曜日 18:00 - 18:50

各局発のローカル番組を放送しない地域 およびNHKネットラジオ らじる★らじるで、前週の放送を再放送する。ただし特定の曜日や不定期に再放送を行わない局もある。
放送されない地域、及び代わりに放送される番組については地域情報番組#FM放送の項を参照。
- NHKワールド・ラジオ日本：不定期放送

ラジオ第1放送で国会中継 や高校野球全国大会などで同時放送されないときの差し替え番組の1つとして放送。
国際放送での初放送は2011年8月6日土曜日の9:00 - 9:50。

## 放送リスト
| 年度     | 放送日                    | 出演者                                | タイトル                                                 | 備考          |
| -------- | ------------------------- | ------------------------------------- | -------------------------------------------------------- | ------------- |
| 2010年度 | 2010年 11月8日 - 11月19日 | 緒方恵美、水瀬いのり                  | とことん アニソン大辞典!!                                | [ 6 ]         |
| 2011年度 | 2011年 3月28日 - 4月22日  | あおい洋一郎                          | とことん 本物が聞きたくなるビートル・ソングス            | [ 7 ]         |
| 2011年度 | 5月2日 - 5月27日          | 緒方恵美                              | とことん アニソンクラシックス                            | [ 8 ]         |
| 2011年度 | 5月30日 - 6月24日         | 坂上みき                              | とことん わくわくアナタの元気歌・教えてください!         | [ 9 ]         |
| 2011年度 | 6月28日 - 7月23日         | あおい洋一郎                          | とことんこだわるこの1曲です                              | [ 10 ]        |
| 2011年度 | 7月25日 - 8月6日          | 三輪秀香（NHK福岡放送局）             | とことんK-POP『最強のボーイズグループ特集』in福岡        | [ 11 ]        |
| 2011年度 | 8月15日 - 8月26日         | 井上喜久子、塩澤大輔（NHK高知放送局） | とことん歌う声優コレクション                             | [ 12 ]        |
| 2011年度 | 8月29日 - 9月23日         | 宝井一凜                              | とことん秋の夜長の長い歌                                 | [ 13 ]        |
| 2011年度 | 9月26日 - 10月21日        | 野村義男                              | とことんスーパーギターリスト列伝                         | [ 14 ]        |
| 2011年度 | 10月25日 - 11月19日       | 小林克也                              | とことんNo.2を考えてみたら?                              |               |
| 2011年度 | 11月22日 - 12月3日        | コロッケ                              | とことん魅惑のセクシーボイス                             |               |
| 2011年度 | 12月6日 - 12月21日        | あおい洋一郎                          | とことんジョン・レノンが好きだから                       |               |
| 2011年度 | 2012年 1月9日 - 2月3日    | KONISHIKI、カマサミ・コング           | とことん真冬のハワイアン                                 |               |
| 2011年度 | 2月6日 - 3月2日           | 宝井一凜                              | とことん長い歌                                           | [ 15 ]        |
| 2011年度 | 3月5日 - 3月17日          | ヒロシ                                | とことん教科書に載っているポップス                       | [ 16 ]        |
| 2012年度 | 2012年 4月2日 - 4月27日   | 小倉エージ                            | とことんFMだから聴きたいモノラル盤                       | [ 17 ]        |
| 2012年度 | 5月2日 - 5月25日          | あおい洋一郎                          | とことんアナタの名前で出ています                         |               |
| 2012年度 | 5月28日 - 6月22日         | 大伴良則                              | とことん ふたりは仲良し?                                 |               |
| 2012年度 | 6月25日 - 7月20日         | 立川志の吉（現：立川晴の輔）          | とことん お酒のつまみ歌                                  |               |
| 2012年度 | 7月23日 - 8月3日          | ルー大柴                              | とことん この曲だ〜れ?                                   |               |
| 2012年度 | 8月6日 - 8月13日          | 日替わり                              | とことん再結成                                           | [ 19 ]        |
| 2012年度 | 9月3日 - 9月28日          | 丹下桜                                | とことん快眠すやすやソング                               |               |
| 2012年度 | 10月1日 - 10月26日        | あおい洋一郎                          | とことんこれが2枚目ですが…                               | [ 20 ]        |
| 2012年度 | 10月29日 - 11月23日       | 篠原ともえ                            | とことん星空ソングス                                     | [ 21 ]        |
| 2012年度 | 11月26日 - 12月20日       | 松井五郎                              | とことんあれもこれも松井五郎                             | [ 22 ]        |
| 2012年度 | 2013年 1月8日 - 2月2日    | あおい洋一郎                          | とことん問答無用、19歳の歌声                             |               |
| 2012年度 | 2月5日 - 3月2日           | ヒロシ                                | とことん同名異曲 い〜曲いっぱい!                         | [ 23 ]        |
| 2012年度 | 3月5日 - 3月16日          | 中川翔子、あべあきら                  | とことんアニソンアカデミー前夜祭                         | [ 24 ] [ 25 ] |
| 2013年度 | 2013年 4月1日 - 4月26日   | 亀渕昭信                              | とことんビートルズ以前                                   | [ 26 ]        |
| 2013年度 | 5月6日 - 5月24日          | レイザーラモンRG                      | とことん '90年代洋楽                                     |               |
| 2013年度 | 5月27日 - 6月21日         | 大伴良則                              | とことん真夜中でもティーブレイク                         |               |
| 2013年度 | 6月25日 - 7月19日         | ヒロシ                                | とことんやさぐれ・ふてくされソング                       |               |
| 2013年度 | 7月22日 - 8月9日          | 香山リカ、中塚圭骸                    | とことんYMOとその界隈                                    |               |
| 2013年度 | 9月2日 - 9月27日          | 小倉エージ                            | とことんFMだから聴きたいモノラル盤2                      |               |
| 2013年度 | 9月30日 - 10月25日        | あおい洋一郎                          | とことんディスコ・タイム                                 |               |
| 2013年度 | 10月28日 - 11月22日       | 井上喜久子                            | とことんセリフの名曲                                     |               |
| 2013年度 | 11月25日 - 12月18日       | 杏子                                  | とことん しゃがれ声                                      |               |
| 2013年度 | 2014年 1月6日 - 1月31日   | パラダイス山元                        | とことん真冬のラテン                                     |               |
| 2013年度 | 2月3日 - 2月28日          | DJ HOTMAN                             | とことん暑苦しい音楽                                     | [ 27 ]        |
| 2013年度 | 3月3日 - 3月29日          | あおい洋一郎                          | アンコール・とことん本物が聴きたくなるビートル・ソングス | [ 28 ]        |
| 2014年度 | 2014年 3月31日 - 4月25日  | 島袋寛子                              | とことん 私のマスターピース                              |               |
| 2014年度 | 5月5日 - 5月23日          | 大伴良則                              | とことんポップス今昔物語り                               |               |
| 2014年度 | 5月27日 - 6月21日         | キャロル久末                          | とことん40代以上のための映画音楽                         |               |
| 2014年度 | 6月24日 - 7月19日         | マーティ・フリードマン                | とことんクールジャパンソングス                           |               |
| 2014年度 | 7月22日 - 8月9日          | DJ HOTMAN                             | とことん夏だから暑苦しい音楽                             | [ 27 ]        |
| 2014年度 | 8月26日 - 9月20日         | ヒロシ                                | とことん恨んでます でも 愛してます                       |               |
| 2014年度 | 9月23日 - 10月18日        | 松本梨香                              | とことんイントロがなが〜〜〜い曲                         | [ 29 ]        |
| 2014年度 | 10月21日 - 11月15日       | あおい洋一郎                          | とことんちょっとおいしいボーナス・トラック               | [ 30 ]        |
| 2014年度 | 11月18日 - 12月13日       | 大伴良則                              | とことん手紙の音楽                                       |               |
| 2014年度 | 12月16日 - 2015年1月31日  | 彦麻呂                                | とことん食の歌                                           |               |
| 2014年度 | 2月3日 - 2月21日          | 武内享                                | とことんまち歌                                           |               |
| 2014年度 | 2月24日 - 3月21日         | ヒロシ                                | アンコール・とことんやさぐれ・ふてくされソング           | [ 31 ]        |
| 2014年度 | 3月24日 - 3月28日         | 井上喜久子                            | アンコール・とことんセリフの名曲                         | [ 32 ]        |